# Torre di Santa Maria
Torre di Santa Maria är en ort och kommun i provinsen Sondrio i regionen Lombardiet i Italien. Kommunen hade 749 invånare (2018).